# ترنس-ایکس
ترنس-ایکس (به انگلیسی: Trans-X) گروهٔ موسیقی سینث-پاپ کانادایی مستقر در مونترآل، کبک می‌باشد.